# Grabenwarth
Grabenwarth ist ein Dorf und eine Ortschaft in der Weststeiermark sowie eine Katastralgemeinde der Marktgemeinde Ligist im Bezirk Voitsberg, Steiermark. Der Ort war von 1850 bis 1956 eine eigenständige Gemeinde.

## Ortsname und Geografie
Der Name Grabenwarth verweist auf die Warte eines Grafen oder eines Verwalters. Im 9. oder 10. Jahrhundert könnte sich so ein Wehrbau in Grabenwarth oder am Dietenberg, vermutlich die Dietenburg, befunden haben.
Grabenwarth liegt im Nordöstlichen der Marktgemeinde Ligist, nordöstlich und östlich des Hauptortes Ligist, auf den Anhöhen östlich der L314 am rechten Ufer des Ligistbaches und südlich der Kainach. Im Nordwesten und Norden grenzt Grabenwarth an die Katastralgemeinde Krottendorf mit dem Dorf Krottendorf bei Ligist der Gemeinde Krottendorf-Gaisfeld, wobei hier der Ligistbach-Verlauf der Grenze bildet. Bei der Mündung des Ligistbaches in die Kainach stößt die Katastralgemeinde Gaisfeld an einem Punkt an das Gebiet von Grabenwarth. Die Kainach bildet im Nordosten die Grenze zur Katastralgemeinde St. Johann ob Hohenburg mit dem gleichnamigen Dorf der Gemeinde Söding-Sankt Johann. Im Osten schließt die Katastralgemeinde Hallersdorf mit dem gleichnamigen Dorf und der Rotte Holzberg an, wobei hier die Grenze teilweise durch den Dittenbergbach im Norden und der Lassnitz im Süden gebildet werden. Die Lassnitz stellt im Südosten von Grabenwarth auch den Grenzverlauf zur Katastralgemeinde Stögersdorf mit den Rotten Bubendorf und Rubmannsberg der Marktgemeinde Mooskirchen dar. Im Süden und Südwesten befindet sich die Katastralgemeinde Steinberg mit den Streusiedlungen Laßnitz und Steinberg.
Zur Katastralgemeinde Grabenwarth gehört neben dem gleichnamigen Dorf und der Ortschaft auch noch die Ortschaft und Rotte Dietenberg.

## Geschichte
Die ältesten Siedlungsspuren in Grabenwarth stammen aus der jungsteinzeitlichen Höhensiedlung am Dietenberg. Beim Dorf Grabenwarth wurden auch hallstattzeitliche Werkzeugfunde. Anton Kremser fand im Jahr 1936 in seinem Weingarten eine keltische Silbermünze aus dem 1. Jahrhundert vor Christus, einen aus der Zeit zwischen 138 und 161 nach Christus stammenden „Antonius“ sowie eine römische Münze mit dem Bildnis des Kaisers Konstantin II., welcher zwischen 337 und 340 regierte. Im Weingarten eines gewissen Kolleggers gab es einen weiteren römischen Münzfund. Um 1980 wurden insgesamt sechs vermutlich provinzialrömische Hügelgräber entdeckt sowie mehrere Einzelfunde, welche auf eine ehemalige Villa rustica schließen lassen gemacht.
Grabenwarth entstand vermutlich im 10. Jahrhundert als zweizeiliges Straßendorf mit an die Häuser anschließenden Langstreifengewannfluren. Die umliegende Gegend wurde wahrscheinlich seit dem 10. oder 11. Jahrhundert gerodet und mit in Blockfluren oder Weingartrieden stehenden, zerstreuten Häusern besiedelt. Die erste urkundliche Erwähnung des Ortes erfolgte 1268/69 im Rationarium Styriae als Gravenwart. Eine weitere Erwähnung folgte 1755 schließlich als Grabenwarth. Die Einwohner von Grabenwarth gehörten bis 1848 zu verschiedenen Grundherrschaften, so etwa zu der Herrschaft Greißenegg und den Amt Hohenburg der Herrschaft Hohenburg, dem Amt Ligist der Herrschaft Lannach, dem bis 1701 gesondert ausgewiesenen Hofamt der Herrschaft Ligist sowie dem Amt Ligist der Herrschaft Premstätten. Die Kirchengült wurde von St. Johann ob Hohenburg eingehoben, nachdem die Gült im Jahr 1699 von der Herrschaft Hohenburg der Kirche überlassen worden waren. Die Bergrechte wurden von der Herrschaft Ligist eingehoben. Der Zehnt war an die Herrschaften Deutschlandsberg, Greißenegg und Winterhof zu entrichten und das Marchfutter wurde an das Marchfutteramt in Graz geliefert. Die Landesgericht- und Richterdienste für die Ortschaft erfolgten von der Herrschaft Oberwildon aus. Grabenwarth gehörte zum Werbbezirk der Herrschaft Ligist.
Die Bevölkerung von Grabenwarth hatte im Dezember 1805 etwa 50 französische Soldaten zu versorgen, welche sich im Ort einquartiert hatten. Für die Zeit um 1840 sind ausgedehnte Weingärten im Ort belegt. Im Jahr 1850 wurde mit der Konstituierung der freien Gemeinden die eigenständige Gemeinde Grabenwarth gegründet. Ein Hochwasser verursachte am 3. September 1915 schwere Schäden im Ort. Im April 1945 hielten sich in der Gegend um Grabenwarth mehrere Deserteure und Partisanen um den Grazer Wasyl Weinberger auf. Am 1. Januar 1956 kam es zur Zusammenlegung der Gemeinde Grabenwarth mit der Marktgemeinde Ligist. Im Jahr 1993 wurde im Ort ein Biomasseheizkraftwerk eröffnet.

## Wirtschaft und Infrastruktur
Grabenwarth ist landwirtschaftlich geprägt, wobei auch der Weinbau eine Rolle spielt.
Zur Versorgung der Ortschaft mit Wasser wurde im Jahr 1956 die Wassergenossenschaft Grabenwarth gegründet.

## Kultur und Sehenswürdigkeiten

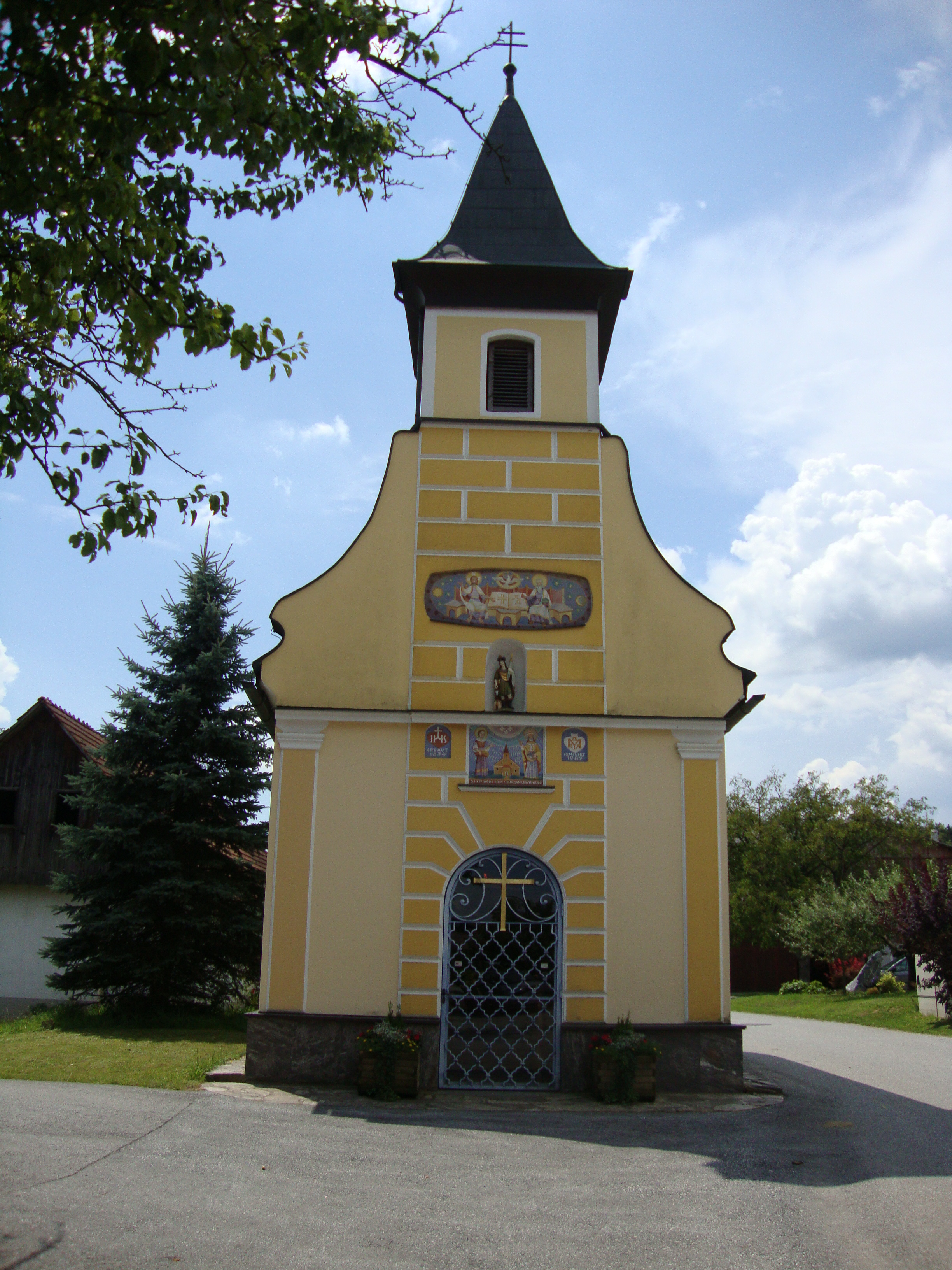
Die Ortskapelle in Grabenwarth

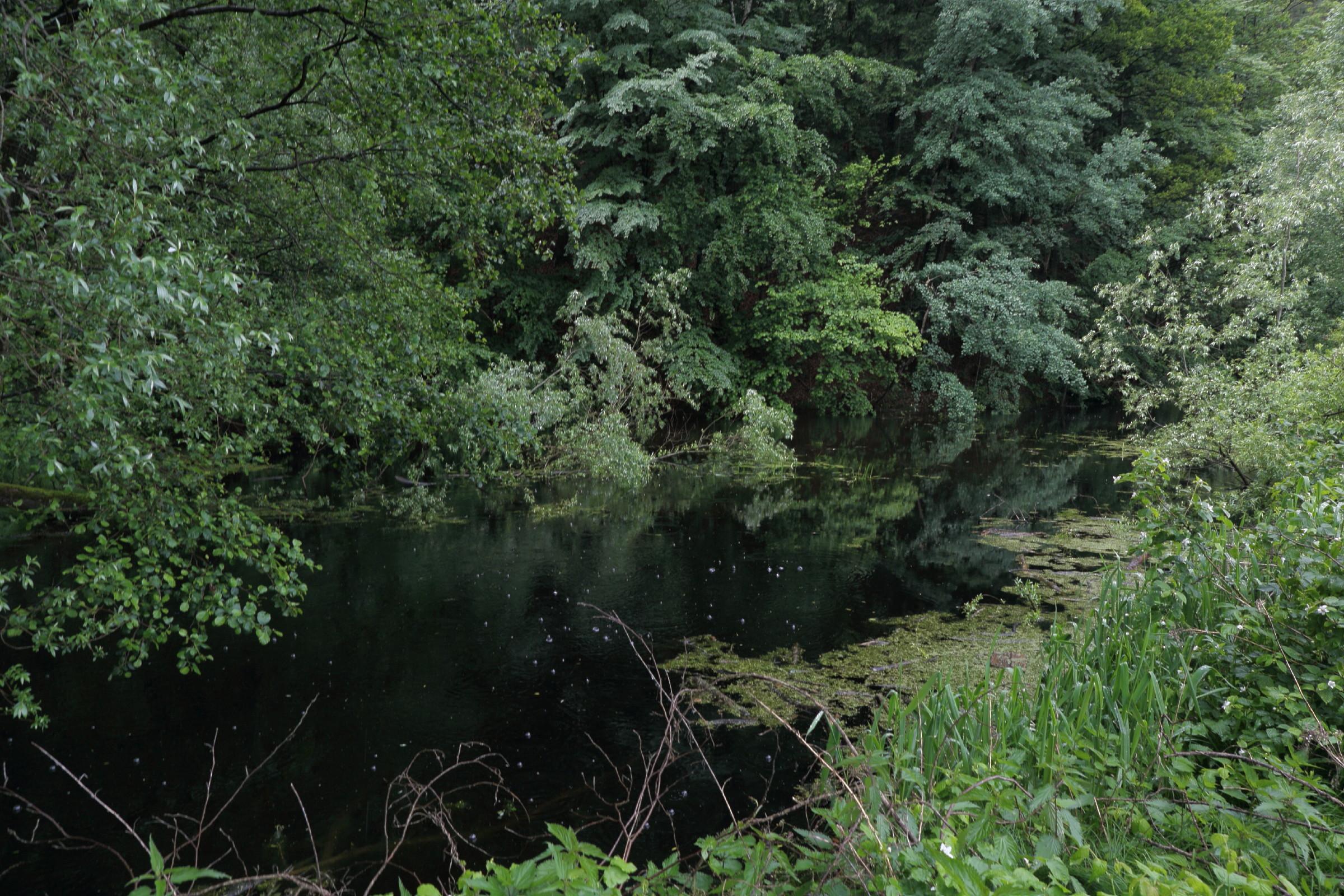
Der Auenstuler-Teich

Auf dem Gebiet der Katastralgemeinde Grabenwarth gibt es insgesamt drei denkmalgeschützte Bauwerke. Die der Maria Himmelskönigin geweihte Ortskapelle (Listeneintrag) wurde 1834 erbaut und 1867 restauriert. Sie hatte ursprünglich seit 1870 eine Messlizenz für vier Messen im Jahr, welche 1926 auf zwölf jährliche Messen erweitert wurde. Der auf das Jahr 1625 datierte Altar stammt aus der Kapelle des Schlosses Ligist. Eine barocke Statue des heiligen Nikolaus von Myra wurde 1865/66 neu vergoldet und die Kapelle hat von Franz Weiss geschaffene Wandmalereien. Am Dietenberg befinden sich die denkmalgeschützte Höhensiedlung am Dietenberg  (Listeneintrag) mit mehreren erkennbaren Siedlungsphasen sowie das ebenfalls denkmalgeschützte Bauernhaus Leitnerhans (Listeneintrag).
Neben der Ortskapelle gibt es noch mehrere Bildstöcke in der Ortschaft. Die 1869 errichtete Paulikapelle, auch Pankrazikapelle genannt, ist ein Laubenbildstock und befindet sich an der Gabelung der Straßen nach Grabenwarth und Rubmannsberg. Sie trägt in der Nische eine Figur des heiligen Pankratius mit Schild und Kreuzfahne, der von zahlreichen Votivtieren und Münzen umgeben ist. Weiters befinden sich eine aus Gips gefertigte Lourdesmadonna sowie eine Statue des Herz Jesu in der Kapelle. Das heute als Wegkreuz verwendete Fleckermichlkreuz ist ein zweigeschoßiger Bildstock, der in der unteren Nische zwei Öldruckbilder aus dem Jahr 1986 beherbergt.
Im nördlichen Teil der Katastralgemeinde Grabenwarth befindet sich mit dem Auenstuler-Teich ein geschützter Landschaftsteil (Listeneintrag).